# Professional Darts Corporation
Die Professional Darts Corporation (PDC) ist neben der World Darts Federation (WDF) einer der Welt-Dartsverbände, wobei die PDC als der prestigeträchtigere von beiden gilt. Anders als die WDF ist die PDC aber als Unternehmen strukturiert, wobei die Matchroom Sport Limited zurzeit der größte Anteilseigner ist.
Die PDC wurde am 16. Januar 1992 in Konkurrenz zur British Darts Organisation (BDO) zunächst unter dem Namen World Darts Council (WDC) gegründet. Maßgeblichen Anteil an der Gründung hatte der Fernsehsender Sky Sports, der den Dartsport in sein Programm aufnehmen wollte, nachdem die bisherigen Wettbewerbe bei der BBC zu sehen waren.
Seit 1994 trägt die PDC jeweils zum Jahreswechsel ihre PDC World Darts Championship genannte Weltmeisterschaft aus, die in Großbritannien von rund 2 Millionen Fernsehzuschauern verfolgt wird. Sie gilt als das wichtigste Turnier im Dartsport und ist als solches auch mit dem höchsten Preisgeld (£ 2.500.000 im Jahr 2024) dotiert. Seit der Weltmeisterschaft 2005 wird diese auch im deutschen Fernsehen von Sport1 (damals noch Deutsches Sport Fernsehen) übertragen.
Weitere relevante Dartturniere, die von der PDC veranstaltet werden, sind das ebenfalls seit 1994 ausgetragene World Matchplay, der World Grand Prix, die Premier League Darts und die mitunter als Darts-Europameisterschaft bezeichnete European Darts Championship.
Seit 2006 gibt es mit der PDC Europe (bis 2009 German Darts Corporation) auch einen Ableger der PDC in Deutschland. Diese ist unter anderem für die Austragung der European Darts Tour sowie der Super League Darts verantwortlich.
Offizieller Ausrüster der PDC war bis Januar 2022 die Firma Unicorn Darts. Seither übernimmt Winmau diese Rolle.

## Gründung
Nachdem sich Anfang der 1990er-Jahre immer mehr Sponsoren von der BDO zurückzogen und mit der Weltmeisterschaft nur noch ein Turnier im Jahr im Fernsehen zu sehen war, konnten sich die Topspieler nur mit Nebenjobs ihren Lebensunterhalt finanzieren. Da die BDO und vor allem ihr Vorsitzender Olly Croft nicht auf Forderungen und Wünsche der Spieler reagierten, gründeten im Jahr 1992 16 Topspieler ihren eigenen Dartsverband, den World Darts Council (WDC). Die 16 „abtrünnigen“ Spieler waren Phil Taylor, Dennis Priestley, Rod Harrington, Alan Warriner, Peter Evison, Richie Gardner, Jocky Wilson, Eric Bristow, Keith Deller, John Lowe, Bob Anderson, Cliff Lazarenko, Kevin Spiolek, Jamie Harvey, Mike Gregory und Chris Johns.
Sie wollten das Kneipenimage ihres Sports verbessern und veranstalteten mit der Hilfe der PR-Berater Dick Allix, Tommy Cox und John Markovic noch im selben Jahr ihr erstes TV-Turnier, die Lada UK Masters, welches auf Anglia Television übertragen wurde. Die BDO-Weltmeisterschaft 1993 war das letzte Turnier, an dem noch alle Spieler teilnahmen. Die WDC-Spieler trugen alle einen Aufnäher ihres neuen Verbandes, mussten diesen aber auf Aufforderung entfernen. Aus diesem Grund beschlossen sie, nie mehr an BDO-Turnieren teilzunehmen. Zur Jahreswende 1994 wurde die erste PDC-Weltmeisterschaft unter dem Namen WDC World Darts Championship 1994 ausgetragen.

## Entwicklung
Mit der Weltmeisterschaft 1994, die Dennis Priestley gewann, begann die bis heute andauernde Kooperation mit Sky Sports, die sich zu diesem Zeitpunkt bereits die Rechte für die englische Premier League gesichert hatten und Darts als günstigen Lückenfüller für freie Sendezeit nutzen und somit zugleich ihr Angebot ausbauen wollten. 1994 und 1998 wurden mit dem World Matchplay bzw. mit dem World Grand Prix zwei weitere Turniere in das Programm aufgenommen. 1997 wurde der World Darts Council in den noch heute bestehenden Namen Professional Darts Corporation umbenannt. Im Juli 2001 trat der Gründungsvorstand zurück, um Platz für Spezialisten des Sportmarketings zu machen. Das 1982 von Barry Hearn gegründete Unternehmen Matchroom Sport übernahm 37,74 % der PDC. Barry Hearn sammelte im Bereich Sport bereits Erfahrung, unter anderem als Manager des sechsfachen Snookerweltmeisters Steve Davis und Vermarkter von Boxkämpfen, Pokerveranstaltungen und Golfevents. Er war zwischenzeitlich auch Manager von Rekordweltmeister Phil Taylor.
Mit der Übernahme der PDC durch Matchroom Sport wurden 2002 die ersten Dartsevents außerhalb Großbritanniens und Irlands veranstaltet, wie zum Beispiel das Major-Turnier Las Vegas Desert Classic in Nordamerika. Mittlerweile werden Events auf fünf Kontinenten ausgetragen. In Mitteleuropa etablierte sich die European Darts Tour, die momentan 13 Turniere in Deutschland, den Niederlanden, Belgien, Österreich, der Schweiz,  Tschechien und Ungarn veranstaltet. Des Weiteren werden im Rahmen der World Series of Darts weltweit Turniere gegen die besten Spieler des Gastgeberlandes ausgetragen.
Ende 2009 machte Hearn der British Darts Organisation ein Übernahmeangebot in Höhe von 1 Million Britischen Pfund. Dieses Angebot wurde vom damaligen Vorsitzenden der BDO, Olly Croft abgelehnt, da die mittlerweile insolvente BDO für ihn unverkäuflich war.
Bei der PDC World Darts Championship 2010 wurden erstmals bei einem Turnier 1 Million Britische Pfund ausgeschüttet.
In der gesamten Saison 2017 wurden insgesamt ca. 11,5 Millionen Britische Pfund im Rahmen der Major-Turniere, Pro Tour und der World Series ausgeschüttet.
Im August 2021 startete die elfte Auflage der PDC Development Tour – die Nachwuchsabteilung der PDC. Seit der Gründung der Rookie-Serie hat sich das Preisgeld verfünffacht.
Im Jahr 2020 wurde mit der PDC Women’s Series erstmals eine eigene Turnierserie für Dartspielerinnen ins Leben gerufen. Damals noch nur vier Turniere, besteht die PDC Women’s Series 2024 aus 24 Turnieren.
Die PDC zeichnet jährlich im Rahmen des PDC Awards Dinner die besten Spieler des vorangegangenen Jahres aus.

## Turniere
Die PDC kategorisiert ihre Turniere und Turnierserien wie folgt:

### Major Tournaments
Die Major-Turniere sind die wichtigsten Turniere im Kalender der PDC. Der Begriff „Major“ wird dabei von der PDC selbst nicht verwendet. Sie werden vor Live-Publikum und vor TV-Kameras gespielt und loben das meiste Preisgeld aus. Die Professional Darts Corporation trägt im Jahr 2024 elf Majorturniere aus. Die aktuellen Majorturniere heißen wie folgt:

#### Premier Ranked Events
Bei den Premier Ranked Events handelt es sich um alle Major-Turniere, bei denen das erspielte Preisgeld in die PDC World Rankings miteinfließt. 2025 wird es bei der PDC acht Premier Ranked Events geben:
- Die PDC-World Professional Darts Championship wird seit 1994 zum Jahreswechsel ausgetragen und ist das wichtigste Dartsturnier. Austragungsort ist seit 2008 der Alexandra Palace in London. Der erste Weltmeister der PDC war Dennis Priestley. Rekordsieger der PDC-Weltmeisterschaft ist mit 14 Siegen Phil Taylor. Amtierender Weltmeister ist Luke Littler.
- Das Masters ist seit 2015 das zweite Majorturnier der Dartssaison. Austragungsort des Masters ist die Arena MK in Milton Keynes. Seit 2021 sind die Top 24 des PDC World Rankings nach der Weltmeisterschaft qualifiziert, zuvor waren es nur die Top 16. Das Premierenturnier gewann 2013 Phil Taylor. Rekordsieger mit fünf Titeln ist Michael van Gerwen. Amtierender Titelträger ist Luke Humphries. Am 29. August 2024 gab die PDC bekannt, dass das Turnier ab 2025 auf 32 Teilnehmer aufgestockt und von einem Premier Invitational Event in ein Premier Ranked Event umgewandelt wird.[5]
- Die UK Open werden seit 2003 ausgetragen. Das Turnier wird auch „FA-Cup des Darts“ genannt, da es keine Setzliste gibt und jederzeit Amateure gegen die Profis spielen können. Erster Sieger und Rekordsieger ist Phil Taylor. Austragungsort ist ab 2022 wieder das Butlin’s Resort in Minehead. Amtierender Sieger ist Luke Littler.
- Das World Matchplay wird seit 1994, mit Ausnahme von 2020, in den Winter Gardens von Blackpool ausgetragen. Die Top 16 des PDC World Rankings und des PDC Pro Tour Rankings, die noch nicht bereits über die PDC World Rankings qualifiziert sind, qualifizieren sich für das World Matchplay. Erster Sieger war der US-Amerikaner Larry Butler. Aktueller Titelträger ist Luke Humphries. Rekordsieger mit 16 Siegen ist Phil Taylor.
- Der World Grand Prix wird seit 1998 ausgetragen. Momentan findet das Turnier in Leicester statt. Zuvor wurde das Turnier lange in Dublin ausgetragen. Bis 2015 qualifizierten sich im Zuge dessen automatisch zwei Iren. Der World Grand Prix ist neben der Weltmeisterschaft das einzige Turnier, das in Sets ausgetragen wird. Des Weiteren ist es das einzige Turnier, das im Modus „Double-In/Double-Out“ ausgetragen wird. Rekordsieger ist mit 11 Titeln Phil Taylor. Amtierender Sieger ist Mike De Decker.
- Die European Darts Championship gilt als die Europameisterschaft des Dartsports und wird seit 2008 ausgetragen. 2024 wird die Westfalenhalle in Dortmund erneut Austragungsort der Darts-Europameisterschaft sein. Die 32 besten Spieler des European Tour Rankings qualifizieren sich für die European Darts Championship. Erster Sieger war 2008 Phil Taylor, der zusammen mit Michael van Gerwen Rekordsieger mit vier Titeln ist. Titelverteidiger ist Ritchie Edhouse.
- Der Grand Slam of Darts findet seit 2007, mit Ausnahme von 2020, in Wolverhampton statt. Bis zur Insolvenz und Liquidierung nahmen auch acht Spieler der British Darts Organisation teil. Die Finalisten der Majorturniere qualifizieren sich für den Grand Slam. Rekordsieger ist mit sechs Titeln Phil Taylor. Amtierender Sieger ist Luke Littler.
- Die Players Championship Finals finden wie die UK Open seit 2009 im Butlin’s Resort in Minehead statt. Die besten 64 Spieler des Players Championship Rankings qualifizieren sich für das Turnier. Der erste Sieger war Phil Taylor, Rekordsieger ist Michael van Gerwen und Titelverteidiger Luke Humphries.

#### Premier Invitational Events
Bei den Premier Invitational Events handelt es sich um alle Majors, deren erspieltes Preisgeld nicht in die Berechnung des PDC World Rankings eingeht. Sie sind demnach aus sportlicher Hinsicht (abgesehen von der Möglichkeit, sich für den Grand Slam of Darts zu qualifizieren), von weniger Interesse und existieren hauptsächlich zu Marketingzwecken. Im Jahr 2025 sollen drei solcher Turniere ausgetragen werden.
- Die Premier League Darts wird seit 2005 ausgetragen, 2022 wurde der Modus stark verändert und die Teilnehmerzahl auf acht reduziert, nachdem seit 2013 zehn Spieler angetreten waren. Die ersten Vier des PDC World Rankings nach der Weltmeisterschaft sind automatisch für die Premier League qualifiziert, vier weitere Startplätze werden durch Wildcards vergeben. 2019 und 2020 wurde das „Challenger“-System angewendet, d. h., es gab nur neun feste Teilnehmer und neun weitere Spieler, die jeweils nur für ein Match antraten. Eine Besonderheit war, dass der Großteil des Turniers im Liga-System ausgetragen wurde, wobei auch unentschiedene Spiele möglich waren. Dies wurde aber 2022 geändert: Nun werden an allen Spieltagen K.-o.-Turniere abgehalten, in welchen aber weiterhin Punkte erspielt werden können. Der Sieger wird schließlich unter den vier bestplatzierten Teilnehmern im K.-o.-Modus ermittelt. Die Premier League gilt als der drittwichtigste Titel nach der Weltmeisterschaft und dem World Matchplay. Das Gewinnen aller drei Turniere durch einen Spieler wird als Triple Crown bezeichnet. Bis einschließlich 2015 wurde die Premier League nur in Großbritannien und Irland ausgetragen. 2016 wurde erstmals ein Spieltag in den Niederlanden ausgetragen. 2018 folgte der erste Spieltag in Deutschland. Erster Sieger war Phil Taylor, Titelverteidiger ist Luke Littler, Rekordsieger mit sieben Titeln ist Michael van Gerwen.
- Der World Cup of Darts ist die Nationen-WM im Dartsport. Sie wird seit 2010, mit Unterbrechung 2011, jährlich ausgetragen. Austragungsort ist seit 2022 wieder die Eissporthalle Frankfurt. Es ist das einzige Turnier der PDC bei dem im Doppelmodus gespielt wird. Seit 2023 wird das Turnier ausschließlich im Doppel gespielt. Zuvor gab es sowohl Doppel- als auch Einzelpartien. Das Premierenturnier gewannen die Niederlande. Rekordsieger mit fünf Siegen sowie aktueller Titelträger in Person von Luke Humphries und Michael Smith ist England.
- Die World Series of Darts Finals werden seit 2015 ausgetragen. Das Turnier fand bis 2017 in der Braehead Arena in Glasgow statt. 2018 und 2020 fand das Turnier in Österreich statt, 2019 und seit 2021 in Amsterdam. Michael van Gerwen gewann bisher fünf Titel und ist somit Rekordsieger. 2018 konnte mit James Wade erstmals ein anderer Spieler das Turnier gewinnen. Aktueller Titelträger ist Luke Littler.

### Pro Tour Events
Die PDC Pro Tour ist die wichtigste Turnierserie der PDC. Sie existiert seit 2002 und bietet allen Spielern mit einer PDC Tour Card die Möglichkeit regelmäßig Preisgeld zu erspielen. Als Qualifikationsmöglichkeit für jedermann dient hierbei die PDC Qualifying School, welche zu Beginn eines Jahres ausgetragen wird. 2025 sollen insgesamt 48 Pro Tour Events ausgetragen werden, welche in zwei verschiedene Turnierserien aufgeteilt sind:
- Die Players Championships sind Turniere, welche bis 2023 an mehreren Wochenenden über das Jahr verteilt ohne Publikum und TV-Kameras ausgespielt wurden. Seit 2024 finden die Turniere unter der Woche statt. Da sie in großen Hallen an mehreren Boards gleichzeitig ausgetragen werden, werden sie auch als Floor-Turniere bezeichnet. An ihnen dürfen alle 128 Spieler mit einer PDC Tour Card (die sogenannten Tour Card Holder)  teilnehmen. 2025 sollen 34 Players Championships in den Städten Wigan, Rosmalen, Leicester, Hildesheim und Milton Keynes ausgetragen werden.
- Die European Darts Tour wurde 2012 zum ersten Mal ausgetragen. Sie besteht ab 2025 aus 14 verschiedenen Turnieren in ganz Europa, welche vor Publikum und vor TV-Kameras gespielt werden, jedoch nicht zu den Major-Turnieren zählen. An jedem einzelnen Turnier nehmen 48 Spieler teil, welche aus Qualifikanten der Pro Tour, aus weiteren europäischen Qualifikanten, aber auch den Top 16 des PDC World Rankings bestehen.

### Secondary Tour Events
Bei den Secondary Tour Events handelt es sich um zwei Turnierserien, welche rangmäßig unterhalb der Pro Tour angesiedelt sind und ebenfalls aus sogenannten Floor-Turnieren bestehen (kein Publikum, keine TV-Kameras, mehrere Boards gleichzeitig). Die Top 2 der jeweiligen Rangliste zum Ende einer Saison qualifiziert sich hierbei für die PDC World Darts Championship und erhält eine Tour Card für die kommenden zwei Jahre.
- Die Challenge Tour ist eine weitere Turnierserie der PDC. Sie besteht aktuell aus 24 Turnieren in Milton Keynes, Leicester, Wigan und Hildesheim. An ihr können alle Teilnehmer der Q-School teilnehmen, welche keine PDC Tour Card erringen konnten.
- Die Development Tour ist die Jugendturnierserie der PDC. An ihr können alle Spieler zwischen 16 und 24 Jahren teilnehmen, welche nicht in den Top 32 des PDC World Rankings stehen. Sie besteht aktuell aus 24 Turnieren in Milton Keynes, Leicester, Wigan und Hildesheim.

### Other Events
Es gibt neben diesen Turnieren noch weitere Turnierformen bei der PDC, welche relevant für die Qualifikation zur PDC World Darts Championship sein können.
- Die PDC Women’s Series wurde 2020 zum ersten Mal ausgetragen und richtet sich ausschließlich an weibliche Dartspielerinnen. Die Top 2 dieser Turnierserie, welche zu den Floor-Events zählt, qualifiziert sich für die PDC World Darts Championship. 2024 besteht sie aus 24 Turnieren. 2022 wurde außerdem mit dem Women’s World Matchplay erstmals ein reines Damen-TV-Turnier ausgespielt. Erste Siegerin wurde Fallon Sherrock. Aktuelle Titelträgerin ist Beau Greaves.
- Die PDC World Youth Championship ist die Jugendweltmeisterschaft der PDC. An ihr nehmen (Stand: 2022) 96 Spieler teil, welche sich aus den besten Teilnehmern der PDC Development Tour und weiteren internationalen Qualifikanten zwischen 16 und 23 Jahren zusammensetzt. Die ersten Runden werden als Floor-Turnier ausgetragen, lediglich das Finale wird vor Publikum gespielt. Rekordsieger ist der Belgier Dimitri Van den Bergh mit 2 Titeln. Aktueller Titelträger ist Luke Littler.
- Die World Series of Darts ist eine Reihe von Einladungsturnieren, welche seit 2013 über die ganze Welt verteilt ausgetragen werden. Sie werden vor Publikum und TV-Kameras gespielt, gelten aber nicht als Majors. Aus ihr werden die World Series of Darts Rankings gebildet. Die besten Spieler dieser Rangliste qualifizieren sich für die World Series of Darts Finals.
- Die Non-UK Affiliate Tours sind verschiedene Floor-Turnierserien, welche von verschiedenen Unterorganisationen der PDC auf der Welt ausgetragen werden. Die besten der einzelnen Serien erhalten hierbei Startplätze bei der PDC World Darts Championship. Bei den einzelnen Unterorganisationen handelt es sich um die PDC Nordic & Baltic (Nordische Länder und Baltikum), die Eurasian Darts Corporation (Osteuropa, pausiert), die DartPlayers Australia (Australien), die DartsPlayers New Zealand (Neuseeland), die PDC Asian Tour (Asien), die Championship Darts Corporation (Vereinigte Staaten und Kanada), die African Pro Tour Afrika[6] und die Championship Darts Latin America & Caribbean Tour (Lateinamerika und die Karibik).[7]

### Ehemalige PDC-Turniere

#### Ehemalige Majors
In der Vergangenheit wurden noch fünf weitere Major-Turniere ausgetragen. Sie hießen wie folgt:
- Die Champions League of Darts wurde zwischen 2016 und 2019 jeweils in Cardiff, Brighton und Leicester ausgetragen. Es war das erste und bis heute einzige PDC-Turnier das bei der BBC übertragen wurde. Dabei qualifizierte sich die Top 8 des PDC World Rankings nach dem World Matchplay für die Champions League. Erster Sieger war 2016 Phil Taylor. In den Folgejahren gewannen Mensur Suljović, Gary Anderson und Michael van Gerwen jeweils einmal das Turnier.
- Die World Darts Trophy wurde von 2002 bis 2007 in Utrecht ausgetragen. Es nahmen sowohl PDC- als auch BDO-Spieler teil. Erster Sieger war Raymond van Barneveld, der auch der Rekordsieger ist. Die letzte Auflage gewann 2007 Gary Anderson.
- Die International Darts League wurde von 2003 bis 2007 in Nijmegen ausgetragen. Wie bei der World Darts Trophy nahmen auch hier Spieler von PDC und BDO teil. Die ersten zwei Auflagen gewann der Rekordsieger Raymond van Barneveld. Letzter Sieger war auch hier der Schotte Gary Anderson.
- Die Champions League Darts wurde von 2008 bis 2013 in Essex ausgetragen. Die Top 8 des PDC World Rankings nach dem World Matchplay qualifizierten sich für das Turnier. Das Turnier wurde durch Wetten finanziert und nur im Internet sowie ohne Zuschauer ausgestrahlt. Erster Sieger, Rekordsieger und letzter Sieger ist Phil Taylor. Die Champions League Darts ist nicht mit der zwischen 2016 und 2019 ausgetragenen Champions League of Darts zu verwechseln.
- Das Las Vegas Desert Classic wurde von 2002 bis 2009 in Las Vegas ausgetragen. Ziel war es, für den Dartsport einen neuen Kontinent „zu erobern“. Auch hier ist Phil Taylor erster, Rekord- und letzter Sieger zugleich.

#### Weitere ehemalige Turniere
- Von 2002 bis 2018 wurden die UK Open Qualifiers als Teil der PDC Pro Tour ausgetragen. Sie waren komplett offen für alle Spieler und dienten bis 2018 der Bestimmung der Teilnehmer für die UK Open.

### Überblick
| Veranstaltung                | 94                            | 95                            | 96                            | 97                            | 98                            | 99                            | 00                            | 01                            | 02                            | 03                            | 04                            | 05                            | 06                            | 07                            | 08                            | 09                            | 10                            | 11                            | 12                            | 13            | 14            | 15            | 16            | 17            | 18            | 19            | 20            | 21            | 22            | 23            | 24            | 25            |
| Majorturniere                | Majorturniere                 | Majorturniere                 | Majorturniere                 | Majorturniere                 | Majorturniere                 | Majorturniere                 | Majorturniere                 | Majorturniere                 | Majorturniere                 | Majorturniere                 | Majorturniere                 | Majorturniere                 | Majorturniere                 | Majorturniere                 | Majorturniere                 | Majorturniere                 | Majorturniere                 | Majorturniere                 | Majorturniere                 | Majorturniere | Majorturniere | Majorturniere | Majorturniere | Majorturniere | Majorturniere | Majorturniere | Majorturniere | Majorturniere | Majorturniere | Majorturniere | Majorturniere | Majorturniere |
| ---------------------------- | ----------------------------- | ----------------------------- | ----------------------------- | ----------------------------- | ----------------------------- | ----------------------------- | ----------------------------- | ----------------------------- | ----------------------------- | ----------------------------- | ----------------------------- | ----------------------------- | ----------------------------- | ----------------------------- | ----------------------------- | ----------------------------- | ----------------------------- | ----------------------------- | ----------------------------- | ------------- | ------------- | ------------- | ------------- | ------------- | ------------- | ------------- | ------------- | ------------- | ------------- | ------------- | ------------- | ------------- |
| PDC World Darts Championship | 94                            | 95                            | 96                            | 97                            | 98                            | 99                            | 00                            | 01                            | 02                            | 03                            | 04                            | 05                            | 06                            | 07                            | 08                            | 09                            | 10                            | 11                            | 12                            | 13            | 14            | 15            | 16            | 17            | 18            | 19            | 20            | 21            | 22            | 23            | 24            | 25            |
| World Matchplay              | 94                            | 95                            | 96                            | 97                            | 98                            | 99                            | 00                            | 01                            | 02                            | 03                            | 04                            | 05                            | 06                            | 07                            | 08                            | 09                            | 10                            | 11                            | 12                            | 13            | 14            | 15            | 16            | 17            | 18            | 19            | 20            | 21            | 22            | 23            | 24            | 25            |
| World Grand Prix             |                               |                               |                               |                               | 98                            | 99                            | 00                            | 01                            | 02                            | 03                            | 04                            | 05                            | 06                            | 07                            | 08                            | 09                            | 10                            | 11                            | 12                            | 13            | 14            | 15            | 16            | 17            | 18            | 19            | 20            | 21            | 22            | 23            | 24            | 25            |
| Las Vegas Desert Classic     |                               |                               |                               |                               |                               |                               |                               |                               | 02                            | 03                            | 04                            | 05                            | 06                            | 07                            | 08                            | 09                            |                               |                               |                               |               |               |               |               |               |               |               |               |               |               |               |               |               |
| UK Open                      |                               |                               |                               |                               |                               |                               |                               |                               |                               | 03                            | 04                            | 05                            | 06                            | 07                            | 08                            | 09                            | 10                            | 11                            | 12                            | 13            | 14            | 15            | 16            | 17            | 18            | 19            | 20            | 21            | 22            | 23            | 24            | 25            |
| Masters of Darts             |                               |                               |                               |                               |                               |                               |                               |                               |                               |                               |                               | 05                            |                               | 07                            |                               |                               |                               |                               |                               |               |               |               |               |               |               |               |               |               |               |               |               |               |
| Premier League Darts         |                               |                               |                               |                               |                               |                               |                               |                               |                               |                               |                               | 05                            | 06                            | 07                            | 08                            | 09                            | 10                            | 11                            | 12                            | 13            | 14            | 15            | 16            | 17            | 18            | 19            | 20            | 21            | 22            | 23            | 24            | 25            |
| US Open                      |                               |                               |                               |                               |                               |                               |                               |                               |                               |                               |                               |                               |                               | 07                            | 08                            |                               |                               |                               |                               |               |               |               |               |               |               |               |               |               |               |               |               |               |
| Grand Slam of Darts          |                               |                               |                               |                               |                               |                               |                               |                               |                               |                               |                               |                               |                               | 07                            | 08                            | 09                            | 10                            | 11                            | 12                            | 13            | 14            | 15            | 16            | 17            | 18            | 19            | 20            | 21            | 22            | 23            | 24            | 25            |
| Championship League          |                               |                               |                               |                               |                               |                               |                               |                               |                               |                               |                               |                               |                               |                               | 08                            | 09                            | 10                            | 11                            | 12                            | 13            |               |               |               |               |               |               |               |               |               |               |               |               |
| European Darts Championship  |                               |                               |                               |                               |                               |                               |                               |                               |                               |                               |                               |                               |                               |                               | 08                            | 09                            | 10                            | 11                            | 12                            | 13            | 14            | 15            | 16            | 17            | 18            | 19            | 20            | 21            | 22            | 23            | 24            | 25            |
| Players Championship Finals  |                               |                               |                               |                               |                               |                               |                               |                               |                               |                               |                               |                               |                               |                               |                               | 09                            | 10                            | 1+2                           | 12                            | 13            | 14            | 15            | 16            | 17            | 18            | 19            | 20            | 21            | 22            | 23            | 24            | 25            |
| World Cup of Darts           |                               |                               |                               |                               |                               |                               |                               |                               |                               |                               |                               |                               |                               |                               |                               |                               | 10                            |                               | 12                            | 13            | 14            | 15            | 16            | 17            | 18            | 19            | 20            | 21            | 22            | 23            | 24            | 25            |
| The Masters / World Masters  |                               |                               |                               |                               |                               |                               |                               |                               |                               |                               |                               |                               |                               |                               |                               |                               |                               |                               |                               | 13            | 14            | 15            | 16            | 17            | 18            | 19            | 20            | 21            | 22            | 23            | 24            | 25            |
| World Series of Darts Finals |                               |                               |                               |                               |                               |                               |                               |                               |                               |                               |                               |                               |                               |                               |                               |                               |                               |                               |                               |               |               | 15            | 16            | 17            | 18            | 19            | 20            | 21            | 22            | 23            | 24            | 25            |
| Champions League of Darts    |                               |                               |                               |                               |                               |                               |                               |                               |                               |                               |                               |                               |                               |                               |                               |                               |                               |                               |                               |               |               |               | 16            | 17            | 18            | 19            | c             |               |               |               |               |               |
| PDC Pro Tour                 |                               |                               |                               |                               |                               |                               |                               |                               |                               |                               |                               |                               |                               |                               |                               |                               |                               |                               |                               |               |               |               |               |               |               |               |               |               |               |               |               |               |
| PDC Pro Tour                 |                               |                               |                               |                               |                               |                               |                               |                               | 02                            | 03                            | 04                            | 05                            | 06                            | 07                            | 08                            | 09                            | 10                            | 11                            | 12                            | 13            | 14            | 15            | 16            | 17            | 18            | 19            | 20            | 21            | 22            | 23            | 24            | 25            |
| UK Open Qualifiers           |                               |                               |                               |                               |                               |                               |                               |                               |                               | 03/04                         | 03/04                         | 05/06                         | 05/06                         | 07/08                         | 07/08                         | 09                            | 10                            | 11                            | 12                            | 13            | 14            | 15            | 16            | 17            | 18            |               |               |               |               |               |               |               |
| UK Open Qualifiers           |                               |                               |                               |                               |                               |                               |                               |                               | 02/03                         | 02/03                         | 04/05                         | 04/05                         | 06/07                         | 06/07                         |                               |                               |                               |                               |                               |               |               |               |               |               |               |               |               |               |               |               |               |               |
| Players Championships        |                               |                               |                               |                               |                               |                               |                               |                               |                               |                               | 04                            | 05                            | 06                            | 07                            | 08                            | 09                            | 10                            | 11                            | 12                            | 13            | 14            | 15            | 16            | 17            | 18            | 19            | 20            | 21            | 22            | 23            | 24            | 25            |
| European Darts Tour          |                               |                               |                               |                               |                               |                               |                               |                               |                               |                               |                               |                               |                               |                               |                               |                               |                               |                               | 12                            | 13            | 14            | 15            | 16            | 17            | 18            | 19            | 20            | 21            | 22            | 23            | 24            | 25            |
| European Darts Tour          | Austrian Darts Championship   | Austrian Darts Championship   | Austrian Darts Championship   | Austrian Darts Championship   | Austrian Darts Championship   | Austrian Darts Championship   | Austrian Darts Championship   | Austrian Darts Championship   | Austrian Darts Championship   | Austrian Darts Championship   | Austrian Darts Championship   | Austrian Darts Championship   | Austrian Darts Championship   | Austrian Darts Championship   | Austrian Darts Championship   | Austrian Darts Championship   | Austrian Darts Championship   | Austrian Darts Championship   |                               |               |               |               |               |               |               | 19            |               |               |               |               |               |               |
| European Darts Tour          | Austrian Darts Open           | Austrian Darts Open           | Austrian Darts Open           | Austrian Darts Open           | Austrian Darts Open           | Austrian Darts Open           | Austrian Darts Open           | Austrian Darts Open           | Austrian Darts Open           | Austrian Darts Open           | Austrian Darts Open           | Austrian Darts Open           | Austrian Darts Open           | Austrian Darts Open           | Austrian Darts Open           | Austrian Darts Open           | Austrian Darts Open           | Austrian Darts Open           | 12                            | 13            | 14            |               | 16            | 17            | 18            | 19            | c             |               | 22            | 23            | 24            | 25            |
| European Darts Tour          | Baltic Sea Darts Open         | Baltic Sea Darts Open         | Baltic Sea Darts Open         | Baltic Sea Darts Open         | Baltic Sea Darts Open         | Baltic Sea Darts Open         | Baltic Sea Darts Open         | Baltic Sea Darts Open         | Baltic Sea Darts Open         | Baltic Sea Darts Open         | Baltic Sea Darts Open         | Baltic Sea Darts Open         | Baltic Sea Darts Open         | Baltic Sea Darts Open         | Baltic Sea Darts Open         | Baltic Sea Darts Open         | Baltic Sea Darts Open         | Baltic Sea Darts Open         |                               |               |               |               |               |               |               |               |               |               |               | 23            | 24            | 25            |
| European Darts Tour          | Belgian Darts Championship    | Belgian Darts Championship    | Belgian Darts Championship    | Belgian Darts Championship    | Belgian Darts Championship    | Belgian Darts Championship    | Belgian Darts Championship    | Belgian Darts Championship    | Belgian Darts Championship    | Belgian Darts Championship    | Belgian Darts Championship    | Belgian Darts Championship    | Belgian Darts Championship    | Belgian Darts Championship    | Belgian Darts Championship    | Belgian Darts Championship    | Belgian Darts Championship    | Belgian Darts Championship    |                               |               |               |               |               |               |               |               | 20            |               |               |               |               |               |
| European Darts Tour          | Belgian Darts Open            | Belgian Darts Open            | Belgian Darts Open            | Belgian Darts Open            | Belgian Darts Open            | Belgian Darts Open            | Belgian Darts Open            | Belgian Darts Open            | Belgian Darts Open            | Belgian Darts Open            | Belgian Darts Open            | Belgian Darts Open            | Belgian Darts Open            | Belgian Darts Open            | Belgian Darts Open            | Belgian Darts Open            | Belgian Darts Open            | Belgian Darts Open            |                               |               |               |               |               |               |               |               |               |               | 22            | 23            | 24            | 25            |
| European Darts Tour          | Czech Darts Open              | Czech Darts Open              | Czech Darts Open              | Czech Darts Open              | Czech Darts Open              | Czech Darts Open              | Czech Darts Open              | Czech Darts Open              | Czech Darts Open              | Czech Darts Open              | Czech Darts Open              | Czech Darts Open              | Czech Darts Open              | Czech Darts Open              | Czech Darts Open              | Czech Darts Open              | Czech Darts Open              | Czech Darts Open              |                               |               |               |               |               |               |               | 19            | c             |               | 22            | 23            | 24            | 25            |
| European Darts Tour          | Danish Darts Open             | Danish Darts Open             | Danish Darts Open             | Danish Darts Open             | Danish Darts Open             | Danish Darts Open             | Danish Darts Open             | Danish Darts Open             | Danish Darts Open             | Danish Darts Open             | Danish Darts Open             | Danish Darts Open             | Danish Darts Open             | Danish Darts Open             | Danish Darts Open             | Danish Darts Open             | Danish Darts Open             | Danish Darts Open             |                               |               |               |               |               |               | 18            | 19            |               |               |               |               |               |               |
| European Darts Tour          | Dutch Darts Championship      | Dutch Darts Championship      | Dutch Darts Championship      | Dutch Darts Championship      | Dutch Darts Championship      | Dutch Darts Championship      | Dutch Darts Championship      | Dutch Darts Championship      | Dutch Darts Championship      | Dutch Darts Championship      | Dutch Darts Championship      | Dutch Darts Championship      | Dutch Darts Championship      | Dutch Darts Championship      | Dutch Darts Championship      | Dutch Darts Championship      | Dutch Darts Championship      | Dutch Darts Championship      |                               |               |               |               |               |               | 18            |               |               |               | 22            | 23            | 24            | 25            |
| European Darts Tour          | Dutch Darts Masters           | Dutch Darts Masters           | Dutch Darts Masters           | Dutch Darts Masters           | Dutch Darts Masters           | Dutch Darts Masters           | Dutch Darts Masters           | Dutch Darts Masters           | Dutch Darts Masters           | Dutch Darts Masters           | Dutch Darts Masters           | Dutch Darts Masters           | Dutch Darts Masters           | Dutch Darts Masters           | Dutch Darts Masters           | Dutch Darts Masters           | Dutch Darts Masters           | Dutch Darts Masters           | 12                            | 13            | 14            | 15            | 16            | 17            | 18            | 19            | c             |               |               |               |               |               |
| European Darts Tour          | European Darts Grand Prix     | European Darts Grand Prix     | European Darts Grand Prix     | European Darts Grand Prix     | European Darts Grand Prix     | European Darts Grand Prix     | European Darts Grand Prix     | European Darts Grand Prix     | European Darts Grand Prix     | European Darts Grand Prix     | European Darts Grand Prix     | European Darts Grand Prix     | European Darts Grand Prix     | European Darts Grand Prix     | European Darts Grand Prix     | European Darts Grand Prix     | European Darts Grand Prix     | European Darts Grand Prix     |                               |               | 14            | 15            | 16            | 17            | 18            | 19            | 20            |               | 22            | 23            | 24            | 25            |
| European Darts Tour          | European Darts Matchplay      | European Darts Matchplay      | European Darts Matchplay      | European Darts Matchplay      | European Darts Matchplay      | European Darts Matchplay      | European Darts Matchplay      | European Darts Matchplay      | European Darts Matchplay      | European Darts Matchplay      | European Darts Matchplay      | European Darts Matchplay      | European Darts Matchplay      | European Darts Matchplay      | European Darts Matchplay      | European Darts Matchplay      | European Darts Matchplay      | European Darts Matchplay      |                               |               |               | 15            | 16            | 17            | 18            | 19            | c             |               | 22            | 23            |               |               |
| European Darts Tour          | European Darts Open           | European Darts Open           | European Darts Open           | European Darts Open           | European Darts Open           | European Darts Open           | European Darts Open           | European Darts Open           | European Darts Open           | European Darts Open           | European Darts Open           | European Darts Open           | European Darts Open           | European Darts Open           | European Darts Open           | European Darts Open           | European Darts Open           | European Darts Open           | 12                            | 13            | 14            | 15            | 16            | 17            | 18            | 19            | c             |               | 22            | 23            | 24            | 25            |
| European Darts Tour          | European Darts Trophy         | European Darts Trophy         | European Darts Trophy         | European Darts Trophy         | European Darts Trophy         | European Darts Trophy         | European Darts Trophy         | European Darts Trophy         | European Darts Trophy         | European Darts Trophy         | European Darts Trophy         | European Darts Trophy         | European Darts Trophy         | European Darts Trophy         | European Darts Trophy         | European Darts Trophy         | European Darts Trophy         | European Darts Trophy         |                               | 13            | 14            | 15            | 16            | 17            | 18            |               |               |               |               |               |               | 25            |
| European Darts Tour          | Flanders Darts Trophy         | Flanders Darts Trophy         | Flanders Darts Trophy         | Flanders Darts Trophy         | Flanders Darts Trophy         | Flanders Darts Trophy         | Flanders Darts Trophy         | Flanders Darts Trophy         | Flanders Darts Trophy         | Flanders Darts Trophy         | Flanders Darts Trophy         | Flanders Darts Trophy         | Flanders Darts Trophy         | Flanders Darts Trophy         | Flanders Darts Trophy         | Flanders Darts Trophy         | Flanders Darts Trophy         | Flanders Darts Trophy         |                               |               |               |               |               |               |               |               |               |               |               |               | 24            | 25            |
| European Darts Tour          | German Darts Championship     | German Darts Championship     | German Darts Championship     | German Darts Championship     | German Darts Championship     | German Darts Championship     | German Darts Championship     | German Darts Championship     | German Darts Championship     | German Darts Championship     | German Darts Championship     | German Darts Championship     | German Darts Championship     | German Darts Championship     | German Darts Championship     | German Darts Championship     | German Darts Championship     | German Darts Championship     | 12                            | 13            | 14            | 15            | 16            | 17            | 18            | 19            | 20            |               | 22            | 23            | 24            | 25            |
| European Darts Tour          | German Darts Grand Prix       | German Darts Grand Prix       | German Darts Grand Prix       | German Darts Grand Prix       | German Darts Grand Prix       | German Darts Grand Prix       | German Darts Grand Prix       | German Darts Grand Prix       | German Darts Grand Prix       | German Darts Grand Prix       | German Darts Grand Prix       | German Darts Grand Prix       | German Darts Grand Prix       | German Darts Grand Prix       | German Darts Grand Prix       | German Darts Grand Prix       | German Darts Grand Prix       | German Darts Grand Prix       |                               |               |               |               |               | 17            | 18            | 19            | c             |               | 22            | 23            | 24            | 25            |
| European Darts Tour          | German Darts Masters          | German Darts Masters          | German Darts Masters          | German Darts Masters          | German Darts Masters          | German Darts Masters          | German Darts Masters          | German Darts Masters          | German Darts Masters          | German Darts Masters          | German Darts Masters          | German Darts Masters          | German Darts Masters          | German Darts Masters          | German Darts Masters          | German Darts Masters          | German Darts Masters          | German Darts Masters          | 12                            | 13            | 14            | 15            | 16            | 17            |               |               |               |               |               |               |               |               |
| European Darts Tour          | German Darts Open             | German Darts Open             | German Darts Open             | German Darts Open             | German Darts Open             | German Darts Open             | German Darts Open             | German Darts Open             | German Darts Open             | German Darts Open             | German Darts Open             | German Darts Open             | German Darts Open             | German Darts Open             | German Darts Open             | German Darts Open             | German Darts Open             | German Darts Open             |                               |               |               |               |               | 17            | 18            | 19            | c             |               | 22            | 23            |               |               |
| European Darts Tour          | Gibraltar Darts Trophy        | Gibraltar Darts Trophy        | Gibraltar Darts Trophy        | Gibraltar Darts Trophy        | Gibraltar Darts Trophy        | Gibraltar Darts Trophy        | Gibraltar Darts Trophy        | Gibraltar Darts Trophy        | Gibraltar Darts Trophy        | Gibraltar Darts Trophy        | Gibraltar Darts Trophy        | Gibraltar Darts Trophy        | Gibraltar Darts Trophy        | Gibraltar Darts Trophy        | Gibraltar Darts Trophy        | Gibraltar Darts Trophy        | Gibraltar Darts Trophy        | Gibraltar Darts Trophy        |                               | 13            | 14            | 15            | 16            | 17            | 18            | 19            | c             | 21            | 22            |               |               |               |
| European Darts Tour          | Hungarian Darts Trophy        | Hungarian Darts Trophy        | Hungarian Darts Trophy        | Hungarian Darts Trophy        | Hungarian Darts Trophy        | Hungarian Darts Trophy        | Hungarian Darts Trophy        | Hungarian Darts Trophy        | Hungarian Darts Trophy        | Hungarian Darts Trophy        | Hungarian Darts Trophy        | Hungarian Darts Trophy        | Hungarian Darts Trophy        | Hungarian Darts Trophy        | Hungarian Darts Trophy        | Hungarian Darts Trophy        | Hungarian Darts Trophy        | Hungarian Darts Trophy        |                               |               |               |               |               |               |               |               | c             | 21            | 22            | 23            | 24            | 25            |
| European Darts Tour          | International Darts Open      | International Darts Open      | International Darts Open      | International Darts Open      | International Darts Open      | International Darts Open      | International Darts Open      | International Darts Open      | International Darts Open      | International Darts Open      | International Darts Open      | International Darts Open      | International Darts Open      | International Darts Open      | International Darts Open      | International Darts Open      | International Darts Open      | International Darts Open      |                               |               |               | 15            | 16            | 17            | 18            | 19            | 20            |               | 22            | 23            | 24            | 25            |
| European Darts Tour          | Swiss Darts Trophy            | Swiss Darts Trophy            | Swiss Darts Trophy            | Swiss Darts Trophy            | Swiss Darts Trophy            | Swiss Darts Trophy            | Swiss Darts Trophy            | Swiss Darts Trophy            | Swiss Darts Trophy            | Swiss Darts Trophy            | Swiss Darts Trophy            | Swiss Darts Trophy            | Swiss Darts Trophy            | Swiss Darts Trophy            | Swiss Darts Trophy            | Swiss Darts Trophy            | Swiss Darts Trophy            | Swiss Darts Trophy            |                               |               |               |               |               |               |               |               |               |               |               |               | 24            | 25            |
| European Darts Tour          | UK Masters                    | UK Masters                    | UK Masters                    | UK Masters                    | UK Masters                    | UK Masters                    | UK Masters                    | UK Masters                    | UK Masters                    | UK Masters                    | UK Masters                    | UK Masters                    | UK Masters                    | UK Masters                    | UK Masters                    | UK Masters                    | UK Masters                    | UK Masters                    |                               | 13            |               |               |               |               |               |               |               |               |               |               |               |               |
| World Series of Darts        |                               |                               |                               |                               |                               |                               |                               |                               |                               |                               |                               |                               |                               |                               |                               |                               |                               |                               |                               |               |               |               |               |               |               |               |               |               |               |               |               |               |
| World Series of Darts        |                               |                               |                               |                               |                               |                               |                               |                               |                               |                               |                               |                               |                               |                               |                               |                               |                               |                               |                               | 13            | 14            | 15            | 16            | 17            | 18            | 19            | 20            | 21            | 22            | 23            | 24            | 25            |
| World Series of Darts        | Auckland Darts Masters        | Auckland Darts Masters        | Auckland Darts Masters        | Auckland Darts Masters        | Auckland Darts Masters        | Auckland Darts Masters        | Auckland Darts Masters        | Auckland Darts Masters        | Auckland Darts Masters        | Auckland Darts Masters        | Auckland Darts Masters        | Auckland Darts Masters        | Auckland Darts Masters        | Auckland Darts Masters        | Auckland Darts Masters        | Auckland Darts Masters        | Auckland Darts Masters        | Auckland Darts Masters        | Auckland Darts Masters        |               |               | 15            | 16            | 17            | 18            |               |               |               |               |               |               |               |
| World Series of Darts        | Australian Darts Masters      | Australian Darts Masters      | Australian Darts Masters      | Australian Darts Masters      | Australian Darts Masters      | Australian Darts Masters      | Australian Darts Masters      | Australian Darts Masters      | Australian Darts Masters      | Australian Darts Masters      | Australian Darts Masters      | Australian Darts Masters      | Australian Darts Masters      | Australian Darts Masters      | Australian Darts Masters      | Australian Darts Masters      | Australian Darts Masters      | Australian Darts Masters      | Australian Darts Masters      |               |               |               |               |               |               |               |               |               |               |               | 24            | 25            |
| World Series of Darts        | Bahrain Darts Masters         | Bahrain Darts Masters         | Bahrain Darts Masters         | Bahrain Darts Masters         | Bahrain Darts Masters         | Bahrain Darts Masters         | Bahrain Darts Masters         | Bahrain Darts Masters         | Bahrain Darts Masters         | Bahrain Darts Masters         | Bahrain Darts Masters         | Bahrain Darts Masters         | Bahrain Darts Masters         | Bahrain Darts Masters         | Bahrain Darts Masters         | Bahrain Darts Masters         | Bahrain Darts Masters         | Bahrain Darts Masters         | Bahrain Darts Masters         |               |               |               |               |               |               |               |               |               |               | 23            | 24            | 25            |
| World Series of Darts        | Brisbane Darts Masters        | Brisbane Darts Masters        | Brisbane Darts Masters        | Brisbane Darts Masters        | Brisbane Darts Masters        | Brisbane Darts Masters        | Brisbane Darts Masters        | Brisbane Darts Masters        | Brisbane Darts Masters        | Brisbane Darts Masters        | Brisbane Darts Masters        | Brisbane Darts Masters        | Brisbane Darts Masters        | Brisbane Darts Masters        | Brisbane Darts Masters        | Brisbane Darts Masters        | Brisbane Darts Masters        | Brisbane Darts Masters        | Brisbane Darts Masters        |               |               |               |               |               | 18            | 19            |               |               |               |               |               |               |
| World Series of Darts        | Dubai Darts Masters           | Dubai Darts Masters           | Dubai Darts Masters           | Dubai Darts Masters           | Dubai Darts Masters           | Dubai Darts Masters           | Dubai Darts Masters           | Dubai Darts Masters           | Dubai Darts Masters           | Dubai Darts Masters           | Dubai Darts Masters           | Dubai Darts Masters           | Dubai Darts Masters           | Dubai Darts Masters           | Dubai Darts Masters           | Dubai Darts Masters           | Dubai Darts Masters           | Dubai Darts Masters           | Dubai Darts Masters           | 13            | 14            | 15            | 16            | 17            |               |               |               |               |               |               |               |               |
| World Series of Darts        | Dutch Darts Masters           | Dutch Darts Masters           | Dutch Darts Masters           | Dutch Darts Masters           | Dutch Darts Masters           | Dutch Darts Masters           | Dutch Darts Masters           | Dutch Darts Masters           | Dutch Darts Masters           | Dutch Darts Masters           | Dutch Darts Masters           | Dutch Darts Masters           | Dutch Darts Masters           | Dutch Darts Masters           | Dutch Darts Masters           | Dutch Darts Masters           | Dutch Darts Masters           | Dutch Darts Masters           | Dutch Darts Masters           |               |               |               |               |               |               |               |               |               | 22            |               | 24            | 25            |
| World Series of Darts        | German Darts Masters          | German Darts Masters          | German Darts Masters          | German Darts Masters          | German Darts Masters          | German Darts Masters          | German Darts Masters          | German Darts Masters          | German Darts Masters          | German Darts Masters          | German Darts Masters          | German Darts Masters          | German Darts Masters          | German Darts Masters          | German Darts Masters          | German Darts Masters          | German Darts Masters          | German Darts Masters          | German Darts Masters          |               |               |               |               | 17            | 18            | 19            |               |               |               |               |               |               |
| World Series of Darts        | Melbourne Darts Masters       | Melbourne Darts Masters       | Melbourne Darts Masters       | Melbourne Darts Masters       | Melbourne Darts Masters       | Melbourne Darts Masters       | Melbourne Darts Masters       | Melbourne Darts Masters       | Melbourne Darts Masters       | Melbourne Darts Masters       | Melbourne Darts Masters       | Melbourne Darts Masters       | Melbourne Darts Masters       | Melbourne Darts Masters       | Melbourne Darts Masters       | Melbourne Darts Masters       | Melbourne Darts Masters       | Melbourne Darts Masters       | Melbourne Darts Masters       |               |               |               |               | 17            | 18            | 19            |               |               |               |               |               |               |
| World Series of Darts        | New South Wales Darts Masters | New South Wales Darts Masters | New South Wales Darts Masters | New South Wales Darts Masters | New South Wales Darts Masters | New South Wales Darts Masters | New South Wales Darts Masters | New South Wales Darts Masters | New South Wales Darts Masters | New South Wales Darts Masters | New South Wales Darts Masters | New South Wales Darts Masters | New South Wales Darts Masters | New South Wales Darts Masters | New South Wales Darts Masters | New South Wales Darts Masters | New South Wales Darts Masters | New South Wales Darts Masters | New South Wales Darts Masters |               |               |               |               |               |               |               | c             | c             | 22            | 23            |               |               |
| World Series of Darts        | Nordic Darts Masters          | Nordic Darts Masters          | Nordic Darts Masters          | Nordic Darts Masters          | Nordic Darts Masters          | Nordic Darts Masters          | Nordic Darts Masters          | Nordic Darts Masters          | Nordic Darts Masters          | Nordic Darts Masters          | Nordic Darts Masters          | Nordic Darts Masters          | Nordic Darts Masters          | Nordic Darts Masters          | Nordic Darts Masters          | Nordic Darts Masters          | Nordic Darts Masters          | Nordic Darts Masters          | Nordic Darts Masters          |               |               |               |               |               |               |               | c             | 21            | 22            | 23            | 24            | 25            |
| World Series of Darts        | New Zealand Darts Masters     | New Zealand Darts Masters     | New Zealand Darts Masters     | New Zealand Darts Masters     | New Zealand Darts Masters     | New Zealand Darts Masters     | New Zealand Darts Masters     | New Zealand Darts Masters     | New Zealand Darts Masters     | New Zealand Darts Masters     | New Zealand Darts Masters     | New Zealand Darts Masters     | New Zealand Darts Masters     | New Zealand Darts Masters     | New Zealand Darts Masters     | New Zealand Darts Masters     | New Zealand Darts Masters     | New Zealand Darts Masters     | New Zealand Darts Masters     |               |               |               |               |               |               | 19            | c             | c             | 22            | 23            | 24            | 25            |
| World Series of Darts        | Perth Darts Masters           | Perth Darts Masters           | Perth Darts Masters           | Perth Darts Masters           | Perth Darts Masters           | Perth Darts Masters           | Perth Darts Masters           | Perth Darts Masters           | Perth Darts Masters           | Perth Darts Masters           | Perth Darts Masters           | Perth Darts Masters           | Perth Darts Masters           | Perth Darts Masters           | Perth Darts Masters           | Perth Darts Masters           | Perth Darts Masters           | Perth Darts Masters           | Perth Darts Masters           |               | 14            | 15            | 16            | 17            |               |               |               |               |               |               |               |               |
| World Series of Darts        | Poland Darts Masters          | Poland Darts Masters          | Poland Darts Masters          | Poland Darts Masters          | Poland Darts Masters          | Poland Darts Masters          | Poland Darts Masters          | Poland Darts Masters          | Poland Darts Masters          | Poland Darts Masters          | Poland Darts Masters          | Poland Darts Masters          | Poland Darts Masters          | Poland Darts Masters          | Poland Darts Masters          | Poland Darts Masters          | Poland Darts Masters          | Poland Darts Masters          | Poland Darts Masters          |               |               |               |               |               |               |               |               |               |               | 23            | 24            | 25            |
| World Series of Darts        | Queensland Darts Masters      | Queensland Darts Masters      | Queensland Darts Masters      | Queensland Darts Masters      | Queensland Darts Masters      | Queensland Darts Masters      | Queensland Darts Masters      | Queensland Darts Masters      | Queensland Darts Masters      | Queensland Darts Masters      | Queensland Darts Masters      | Queensland Darts Masters      | Queensland Darts Masters      | Queensland Darts Masters      | Queensland Darts Masters      | Queensland Darts Masters      | Queensland Darts Masters      | Queensland Darts Masters      | Queensland Darts Masters      |               |               |               |               |               |               |               | c             | c             | 22            |               |               |               |
| World Series of Darts        | Shanghai Darts Masters        | Shanghai Darts Masters        | Shanghai Darts Masters        | Shanghai Darts Masters        | Shanghai Darts Masters        | Shanghai Darts Masters        | Shanghai Darts Masters        | Shanghai Darts Masters        | Shanghai Darts Masters        | Shanghai Darts Masters        | Shanghai Darts Masters        | Shanghai Darts Masters        | Shanghai Darts Masters        | Shanghai Darts Masters        | Shanghai Darts Masters        | Shanghai Darts Masters        | Shanghai Darts Masters        | Shanghai Darts Masters        | Shanghai Darts Masters        |               |               |               | 16            | 17            | 18            |               |               |               |               |               |               |               |
| World Series of Darts        | Singapore Darts Masters       | Singapore Darts Masters       | Singapore Darts Masters       | Singapore Darts Masters       | Singapore Darts Masters       | Singapore Darts Masters       | Singapore Darts Masters       | Singapore Darts Masters       | Singapore Darts Masters       | Singapore Darts Masters       | Singapore Darts Masters       | Singapore Darts Masters       | Singapore Darts Masters       | Singapore Darts Masters       | Singapore Darts Masters       | Singapore Darts Masters       | Singapore Darts Masters       | Singapore Darts Masters       | Singapore Darts Masters       |               | 14            |               |               |               |               |               |               |               |               |               |               |               |
| World Series of Darts        | Tokyo Darts Masters           | Tokyo Darts Masters           | Tokyo Darts Masters           | Tokyo Darts Masters           | Tokyo Darts Masters           | Tokyo Darts Masters           | Tokyo Darts Masters           | Tokyo Darts Masters           | Tokyo Darts Masters           | Tokyo Darts Masters           | Tokyo Darts Masters           | Tokyo Darts Masters           | Tokyo Darts Masters           | Tokyo Darts Masters           | Tokyo Darts Masters           | Tokyo Darts Masters           | Tokyo Darts Masters           | Tokyo Darts Masters           | Tokyo Darts Masters           |               |               | 15            | 16            |               |               |               |               |               |               |               |               |               |
| World Series of Darts        | Sydney Darts Masters          | Sydney Darts Masters          | Sydney Darts Masters          | Sydney Darts Masters          | Sydney Darts Masters          | Sydney Darts Masters          | Sydney Darts Masters          | Sydney Darts Masters          | Sydney Darts Masters          | Sydney Darts Masters          | Sydney Darts Masters          | Sydney Darts Masters          | Sydney Darts Masters          | Sydney Darts Masters          | Sydney Darts Masters          | Sydney Darts Masters          | Sydney Darts Masters          | Sydney Darts Masters          | Sydney Darts Masters          | 13            | 14            | 15            | 16            |               |               |               |               |               |               |               |               |               |
| World Series of Darts        | US Darts Masters              | US Darts Masters              | US Darts Masters              | US Darts Masters              | US Darts Masters              | US Darts Masters              | US Darts Masters              | US Darts Masters              | US Darts Masters              | US Darts Masters              | US Darts Masters              | US Darts Masters              | US Darts Masters              | US Darts Masters              | US Darts Masters              | US Darts Masters              | US Darts Masters              | US Darts Masters              | US Darts Masters              |               |               |               |               | 17            | 18            | 19            | c             | c             | 22            | 23            | 24            | 25            |
| c = Abgesagt                 |                               |                               |                               |                               |                               |                               |                               |                               |                               |                               |                               |                               |                               |                               |                               |                               |                               |                               |                               |               |               |               |               |               |               |               |               |               |               |               |               |               |

## PDC World Rankings
Bei den PDC World Rankings handelt es sich um die offizielle Weltrangliste der PDC. Aufgrund des höheren Stellenwerts der PDC gegenüber der WDF gilt der Erstplatzierte dieser Rangliste als „Nummer eins“ im Dartsport. Für die Qualifikation zu den einzelnen Turnieren gibt es noch weitere Ranglisten wie beispielsweise die PDC Pro Tour Rankings, in die nur die Leistungen bei bestimmten Turnieren mit einfließen.

### Relevante Turniere für die World Rankings
- PDC World Darts Championship
- The Masters (ab 2025)
- UK Open
- World Matchplay
- European Darts Championship
- World Grand Prix
- Grand Slam of Darts
- Players Championship Finals
- alle Turniere der European Darts Tour
- alle Players Championships Turniere
- alle UK Open Qualifiers Turniere (bis 2018)

### Nicht relevante Turniere für die World Rankings
- Premier League Darts
- World Series of Darts Finals
- World Cup of Darts
- alle Turniere im Rahmen der World Series of Darts

### Berechnung und Spitze
Bis 2007 wurden die Plätze aufgrund der erreichten Punkte vergeben. Die Punkte waren allerdings nur bei den PDC-Turnieren zu holen. Colin Lloyd war lange Zeit die Nummer eins der PDC-Weltrangliste vor Phil Taylor. Dies lag aber nur daran, dass Taylor mehr an Dartsshows und Vorführungen teilgenommen hatte, bei denen es zwar keine Punkte, jedoch viel Geld zu verdienen gab.
Ab dem 2. Januar 2007 ist die PDC auf ihre neue Weltrangliste, die sogenannte „Order of Merit“ – seit Juli 2025 offiziell PDC World Rankings (Sponsorenname: Werner Rankings Ladder) – umgestiegen. Hierbei wird die Ranglistenposition nicht mehr wie vorher anhand der gewonnenen Punkte, sondern aufgrund der gewonnenen Preisgelder der jeweils letzten zwei Jahre ermittelt. Dies führte zu einem Wechsel an der Spitze der Weltrangliste. Die bisherige Nr. 1 Colin Lloyd rutschte auf Position 3 und Phil Taylor übernahm mit weitem Abstand die Spitzenposition. Direkt hinter Taylor befand sich der PDC-Weltmeister 2007 Raymond van Barneveld, der nach nur elf Monaten bei der PDC 2008 vorübergehend die Spitzenposition übernahm. Ab dem Jahr 2014 führte der Niederländer Michael van Gerwen die Order of Merit an. Es folgten ihm auf den Plätzen 2 und 3 der Schotte Peter Wright und der Waliser Gerwyn Price. Im Jahr 2021 übernahm Price nach dem Gewinn der Weltmeisterschaft die Spitzenposition, Peter Wright folgte auf Rang 2. Am 6. März 2022 konnte Peter Wright Gerwyn Price überholen und somit kurzzeitig zur neuen Nummer 1 werden, denn durch das Erreichen des Finals beim World Matchplay 2022 tauschten beide erneut zum 24. Juli 2022 die Spitzenpositionen. Nach dem Ende des World Grand Prix fand ein erneuter Tausch statt, sodass Peter Wright ab dem 9. Oktober 2022 die Weltrangliste wieder anführte. Mit dem Gewinn der WM 2023 setzte sich schließlich Michael Smith an die Spitze; gleiches galt ein Jahr später nach dem Gewinn der WM 2024 auch für Luke Humphries, der seitdem die Order of Merit/das World Ranking anführt.

## Rekorde
Meiste 180er in einem Spiel:
24 von Peter Wright gegen Gary Anderson im WM Halbfinale 2022 und Michael Smith gegen Peter Wright im WM-Finale 2022.